# Discurso do Pão da Vida

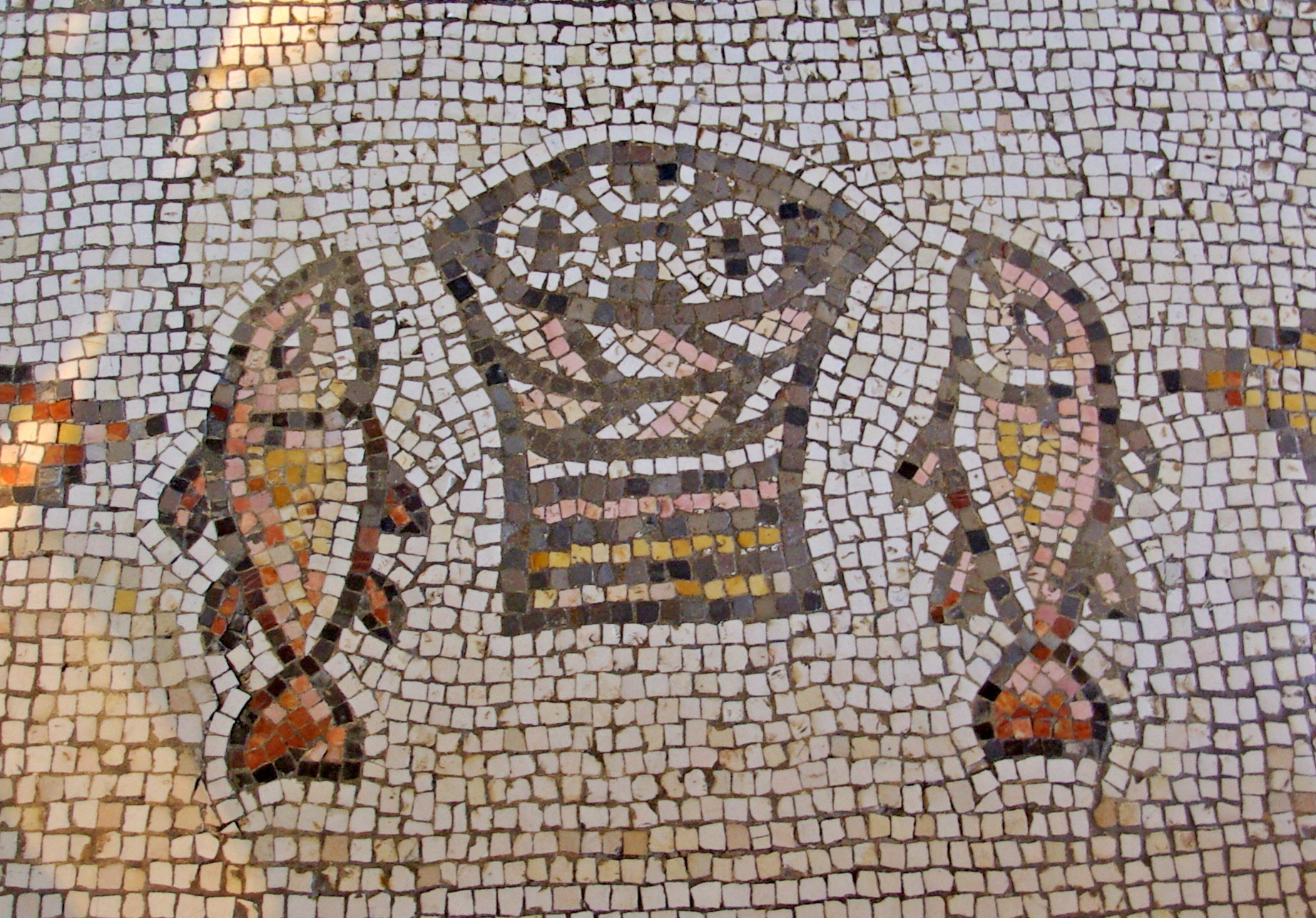
Pão da vida.
Mosaico na Brotvermehrungskirche, em Tabgha.

O Discurso do Pão da Vida é um episódio da vida de Jesus que aparece no Evangelho de João (João 6:22–59). O título Pão da Vida para Jesus se baseia neste episódio, que acontece logo após a multiplicação dos cinco pães e dois peixes quando as multidões seguem Jesus até o outro lado do Lago de Genesaré (e após Jesus ter andado sobre as águas).

## Narrativa bíblica
No Evangelho de João:
| “ | «Replicou-lhes Jesus: Em verdade, em verdade vos digo: Não foi Moisés quem vos deu o pão do céu, mas meu Pai é quem vos dá o verdadeiro pão do céu; porque o pão de Deus é o que desce do céu e dá vida ao mundo. Disseram-lhe, então: Senhor, dá-nos sempre esse pão. Declarou-lhes Jesus: Eu sou o pão da vida; o que vem a mim, de modo algum terá fome; e o que crê em mim, nunca jamais terá sede.» (João 6:32–35) | ” |

João não incluiu em seu evangelho um relato sobre a benção do pão durante a Última Ceia, como no Evangelho de Lucas (Lucas 22:19). Porém, este discurso comunica ideias que foram muito influentes na afirmação da doutrina da Eucaristia na tradição cristã.
No contexto cristológico, o uso do título "Pão da Vida" é similar ao "Luz do Mundo" quando Jesus afirma «Eu sou a luz do mundo; quem me segue, de modo nenhum andará nas trevas, pelo contrário terá a luz da vida.» (João 8:12). Estas afirmações expandem o tema cristológico iniciado em João 5:26, onde Jesus alega possuir a Vida, dada pelo Pai, e a capacidade de dá-la aos que o seguem.

## Padres da Igreja
A Liturgia da Eucaristia, desde os primeiros dias, foi realizada a portas fechadas por medo de perseguição. Uma das primeiras explicações da Eucaristia em nome de um cristão para a comunidade contemporânea mais ampla é dada por São Justino Mártir: 
 "Chamamos isso de Eucaristia, e ninguém mais tem permissão para participar dela, exceto aquele que acredita que nosso ensino é verdadeiro e que foi lavado no Batismo que é para a remissão dos pecados e para a regeneração e, portanto, vive como Cristo ordenou. Nem bebida comum nós recebemos; mas como Jesus Cristo, nosso Salvador, se encarnou pela palavra de Deus e teve carne e sangue para nossa salvação, assim também, como fomos ensinados, o alimento que foi feito na Eucaristia pela oração eucarística por ele estabelecida, e pela mudança da qual nosso sangue e nossa carne são nutridos, é a carne e o sangue daquele Jesus encarnado."

—(Primeira Apologia 66 (151])).
Santo Inácio de Antioquia, escritor cristão do primeiro século, Patriarca de Antioquia e discípulo de João, o Apóstolo (autor do evangelho de João) explica o entendimento comum da Eucaristia como verdadeiramente o corpo e sangue de Jesus Cristo em uma carta escrita em cerca do ano 110
Tome nota de todos aqueles que defendem opiniões heterodoxas sobre a graça de Jesus Cristo, que veio a nós e veja como suas opiniões são contrárias ao espírito de Deus... Eles se abstêm da Eucaristia e da oração porque não confessam que a Eucaristia é a carne de nosso Salvador Jesus Cristo, carne que sofreu por nossos pecados e que o Padre, na sua bondade, levantou novamente. Eles negam o dom de Deus estão perecendo em suas disputas.— Inácio de Antioquia, Carta aos Esmirnaus 6:2-7:1
Este entendimento ortodoxo é ainda afirmado por Santo Irineu de Lyon em sua famosa obra "Contra as Heresias", onde ele pergunta retoricamente "Se o Senhor fosse de outro que não o Pai, como ele poderia tomar o pão, que é da mesma criação como nosso, e confessar que é o seu corpo e afirmar que a mistura no cálice é o seu sangue?” (Contra Heresias 4:32-33).
São Cirilo de Jerusalém, um escritor cristão do século IV e bispo de Jerusalém durante a controvérsia ariana, explica que "o pão e o vinho da Eucaristia antes da santa invocação da adorável Trindade eram simples pão e vinho, mas tendo sido feita a invocação, o pão se torna o corpo de Cristo, e o vinho o sangue de Cristo" (Leituras Catequéticas 19:7).
São João Crisóstomo na Homilia 47 sobre o Evangelho de João ensina que as palavras de Jesus não são um enigma ou uma parábola, mas devem ser interpretadas literalmente.